# Scorpius OB4
Scorpius OB4 (également notée Sco OB4, parfois Ass Sco OB4) est une association OB dans la constellation du Scorpion.
Elle est composée de 71 étoiles de classes spectrales comprises entre O et B9, placées à une distance moyenne d'environ 1 400 pc (∼4 570 al). Les composants de la classe O montrent une distribution uniforme sans concentration apparente. 
Sco OB4 comprendrait également les régions adjacentes au même amas ouvert NGC 6383, ainsi que les nébuleuses voisines NGC 6357, Sh2-12 et Sh2-13. Selon d'autres études, la distance des nébuleuses Sh2-12 et Sh2-13 serait plutôt estimée à environ 985 pc (∼3 210 al), donc au premier plan par rapport à Sco OB4, et sur le bord extérieur du bras du Sagittaire. Les mêmes estimations indiquent une distance plus courte également pour l'amas NGC 6383, qui devrait donc être détaché de l'association Sco OB4, et serait plutôt rattaché à l'association Sagittarius OB1.
HD 156324, une étoile binaire triple de classes spectrales B2V et B5V, a été récemment identifiée comme appartenant à Sco OB4.
HD 156424, un système binaire (B2, V) faisant partie de l'association Sco OB4, contient le magnétar noté HD 156424B, dont la période de rotation a été calculée autour de 0.52 j, ce qui en fait l'un des magnétars à la rotation la plus rapide.